# Partido Africano da Independência de Cabo Verde

Partido Africano da Independência de Cabo Verde

De Partido Africano da Independência de Cabo Verde (PAICV) is een voormalige socialistische partij en na 1991 de sociaaldemocratische partij van Kaapverdië. De partij afficheert zich als een op Afrika gerichte politieke partij en heeft haar aanhang in de dichter bevolkte stadswijken en in landelijke gebieden met een grotere bevolkingsdichtheid. De PAICV is sinds jaren volwaardig lid van de Socialistische Internationale. De PAICV-leden hebben in het Portugees als bijnaam de tambarinas (de tamarindevruchten) omdat de gele kleur hun partijkleur is.

## Geschiedenis

### Van 1956 tot 1980
In 1956 is de voorloper van de PAICV, de Afrikaanse Partij voor de Onafhankelijkheid van Guinee en Kaapverdië (PAIGC), opgericht door Amílcar Cabral. De PAIGC vocht voor de onafhankelijkheid van Kaapverdië en Guinee-Bissau. De partij wilde een leidende rol vervullen in de socialistische revolutie.
Vanaf 1961 vocht de PAIGC tijdens de Portugese koloniale oorlog, een bevrijdingsoorlog en een zware guerrillaoorlog. Dit deed de partij in samenwerking met de Conferência das Organizações Nacionalistas das Colónias Portuguesas (CONCP). In 1973 bestuurde de PAIGC Guinee-Bissau zo goed als volledig en riep daarop eenzijdig de onafhankelijkheid uit. In september 1974 werd de onafhankelijkheid van het land door Portugal erkend. Enkele maanden eerder was er immers een einde gemaakt aan de dictatuur in Portugal door de Anjerrevolutie, en werden er democratische hervormingen doorgevoerd. Het daaropvolgende jaar, in 1975, werden ook Kaapverdië en de andere Portugese koloniën onafhankelijk.

### Van 1980 tot 1989
Tot aan de staatsgreep in Guinee-Bissau, in 1980, streefde de partij naar een unie tussen Guinee-Bissau en Kaapverdië. Na het verbreken van de banden tussen de twee landen wijzigde de Kaapverdische tak van de PAIGC haar naam in Partido Africano da Independência de Cabo Verde (PAICV).
Aristides Pereira werd op 21 januari 1981 verkozen tot de eerste secretaris-generaal van de partij, hij was tegelijk ook president van Kaapverdië.

### Na 1990
Op een buitengewoon partijcongres in februari 1990 stemde de PAICV in met de introductie van meerpartijendemocratie. Aristides Pereira trad in juli 1990 af als secretaris-generaal van de PAICV. Minister-president Pedro Pires volgde hem op vanaf augustus 1990.
In januari 1991 verloor de PAICV zwaar in de parlementsverkiezingen en belandde met 33% van de stemmen in de oppositie. Winnaar werd het neo-liberale Movimento para a Democracia, ook bekend onder de afkorting MpD. Op 17 februari van datzelfde jaar werd PAICV-leider Pereira bij de presidentsverkiezingen overweldigend verslagen door MpD-kandidaat António Monteiro, en in december van datzelfde jaar werd de partij opnieuw zwaar afgestraft bij lokale verkiezingen.
Op het partijcongres in augustus 1993 werd Pires als secretaris-generaal vervangen door Aristides Lima. Pires werd gekozen tot partijvoorzitter.
In 1995 scoorde de PAICV slechts 21 zetels in de parlementsverkiezingen met net geen 30% van de stemmen.
Op het PAICV-congres in september 1997 won Pires ruimschoots de verkiezingsstrijd voor het partijvoorzitterschap van José Maria Neves. In 2000 trad hij af ter voorbereiding op de presidentsverkiezingen van 2001. Hij werd toen door Neves opgevolgd. In 2001 kwam het turning point toen PAICV-kandidaat Pires tijdens de tweede ronde van de presidentsverkiezingen zijn liberale tegenstander met nauwelijks 12 stemmen méér versloeg. In 2006 was de marge iets groter geworden en werd Pires met bijna 51% van de stemmen herkozen.
De parlementsverkiezingen in 2001, 2006 en 2011 leverden de partij telkens een meerderheid op. Partijkopstuk José Maria Neves was tussen 2001 en 2016 premier van Kaapverdië.
Op 14 december 2014 werd Janira Hopffer Almada de eerste vrouwelijke partijvoorzitter van de PAICV. Ze studeerde voor advocate, is moeder van een zoon en gehuwd met een kleinzoon van de eerste president, Aristides Pereira. Bij de parlementsverkiezingen van 2016 was Almada kandidaat om minister-president te worden, maar ze verloor deze verkiezingen van Ulisses Correia e Silva (MpD), waarmee de PAICV na vijftien jaar weer in de oppositie verdween. Bij de parlementsverkiezingen in april 2021 werd Almada nogmaals door Silva verslagen.
Voormalig premier José Maria Neves won namens de PAICV in oktober 2021 de presidentsverkiezingen. In november van dat jaar trad hij aan als president.

## Feiten en cijfers

### Presidentenvan het landKaapverdië
- Aristides Pereira (1975–1991)
- Pedro Pires (2001–2011)
- José Maria Neves (sinds 2021)

### Zetels in deNationale Assemblee[2]
- 1991: 33,59% van de stemmen en 23 van de 79 zetels
- 1996: 29,75% van de stemmen en 21 van de 72 zetels
- 2001: 49,50% van de stemmen en 40 van de 72 zetels (meerderheid)
- 2006: 52,28% van de stemmen en 41 van de 72 zetels (meerderheid)
- 2011: 52,68% van de stemmen en 38 van de 72 zetels (meerderheid)
- 2016: 38,16% van de stemmen en 29 van de 72 zetels
- 2021: 39,55% van de stemmen en 30 van de 72 zetels

### Secretarissen-generaal en partijvoorzitters van de PAICV
- Aristides Pereira, secretaris-generaal (1980–1990)
- Pedro Pires, secretaris-generaal (1990–1993) en partijvoorzitter (1997–2000)
- Aristides Lima, secretaris-generaal (1993–1996)
- José Maria Pereira Neves, partijvoorzitter (2000–2014)[3]
- Janira Hopffer Almada partijvoorzitter (2014–2021)